# Holocaust-benægtelse
Holocaust-benægtelse eller Holocaust-revisionisme er troen på, at udryddelsen af jøder og andre folkegrupper under anden verdenskrig (holocaust) aldrig har fundet sted, eller at den havde et langt mindre omfang end accepteret blandt historikere og forskere i hele verden.
Af holocaust-benægtere er David Irving særlig kendt. I Frankrig overtog Maurice Bardèche arven efter sin svoger Robert Brasillach, der blev dømt til døden for landsforræderi. Bardèche udgav i 1948 Nuremberg ou la Terre Promise (= Nürnberg eller det lovede land) med kritik af Nürnbergprocessen, som påførte ham en dom på et års fængsel, som han dog aldrig afsonede.

## Strafbarhed
At benægte holocaust er i mange lande en forbrydelse. Tyskland har presset på for at gøre det ulovligt i hele EU. Det er foreløbigt ikke lykkedes, da bl.a. Danmark mener, at også åbenlyse løgne skal være beskyttet af ytringsfriheden.
| Land                                  | Minimum                 | Maksimum   |
| ------------------------------------- | ----------------------- | ---------- |
| Belgien                               | Bødestraf               | 1 år       |
| Frankrig                              | Bødestraf eller 1 måned | 2 år       |
| Israel                                | 1 år                    | 5 år       |
| Italien (love mod racediskrimination) | 3 år                    | 4 år       |
| Litauen                               | Bødestraf eller 2 år    | 10 år      |
| Polen                                 | Bødestraf eller 1 måned | 3 år       |
| Rumænien                              | 6 måneder               | 3-5 år     |
| Slovakiet                             | Bødestraf eller 1 måned | 3 år       |
| Schweiz                               | Bødestraf eller 1 år    | 15 måneder |
| Tjekkiet                              | 6 måneder               | 3 år       |
| Tyskland                              | Bødestraf eller 1 måned | 5 år       |
| Østrig                                | 6 måneder               | 20 år      |

## Fodnoter
1. ↑  Robert Brasillach (1909-1945) - Find a Grave Memorial
2. ↑  Project Gutenberg Self-Publishing - eBooks | Read eBooks online | Free eBooks
3. ↑  Note: Tidsrum refererer til fængselsstraf